# قلعة ماردكان المربع
قلعة ماردكان المربع - ( بالأذربيجانية Dördkünc Mərdəkan qalası) - هي قلعة قديمة تقع في ماردكان، باكو، أذربيجان.

## تاريخ القلعة
أنشأت القلعة بشكل رباعي من قبل أخسيتان بن منوجوهر في وسط قرن 14. وبنيت قلعة ماردكان المربع تكريما للنصر انتصار اخسيتان المشرق على العدو. وتم الاستخدام من القلعة كملاجئ للإقطاعيين وكمنطقة للحراسين. تبلغ ارتفاعه قلعة ماردكان المربع على بعد 22 مترا، قطره 2,10 مترا من التحت و 1,60 مترا من الفوق. مساحة داخلية هي 25x28. تنقسم قلعة 5 صفاف.

## انظر أيضا

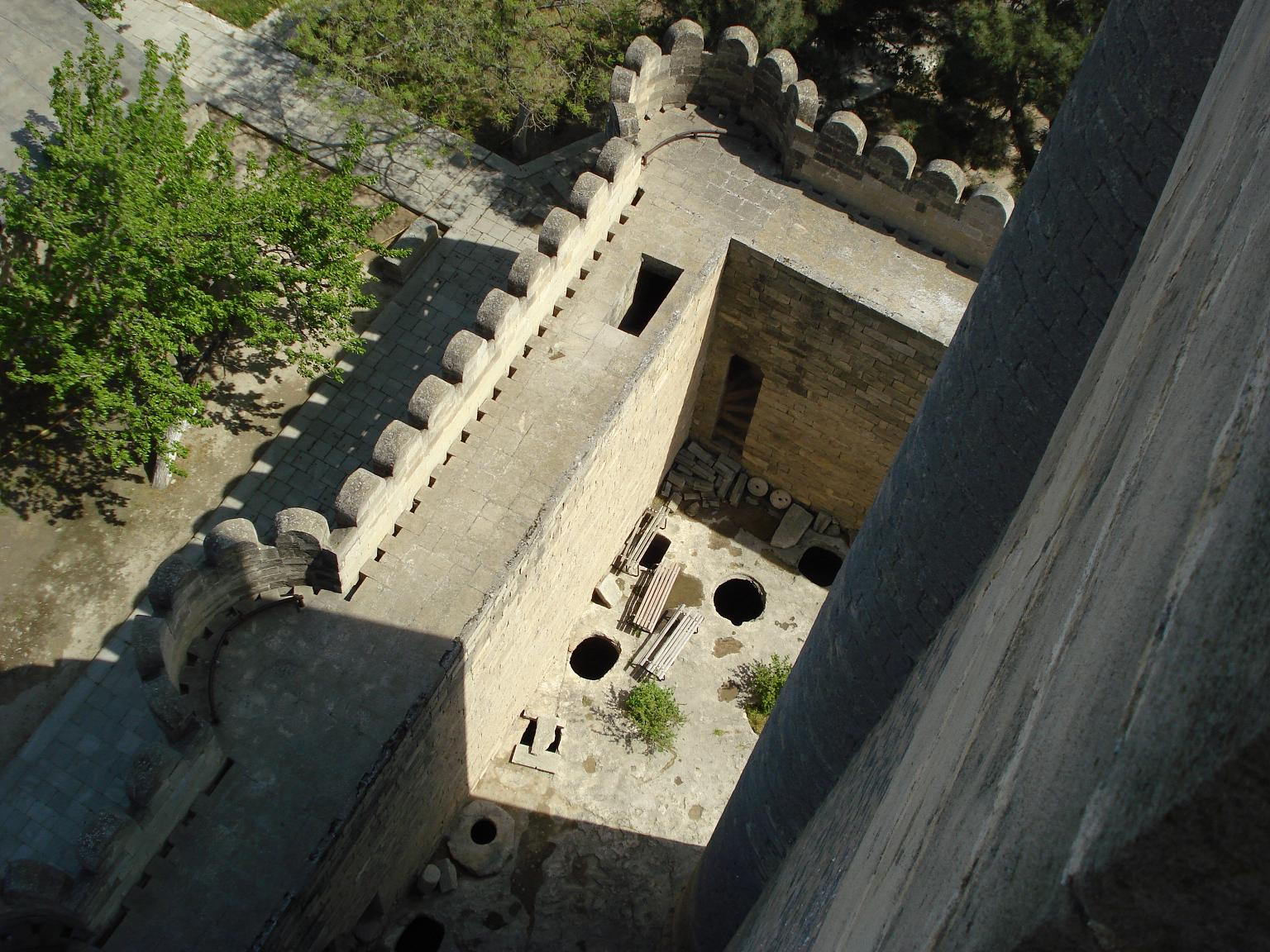
رؤية القلعة من الفوق